# Antoine Le Waitte
Antoine Le Waitte (* 1600 in Braine-le-Comte; † 4. Oktober 1677 in Ath) war ein römisch-katholischer Geistlicher, Zisterzienser, Abt zweier Klöster, Theologe und Autor.

## Leben und Werk
Le Waitte trat 1619 in das Kloster Cambron ein, legte 1620 Profess ab, studierte bis 1625 an den Universitäten Löwen und Douai und wurde Bibliothekar seines Klosters. 1638 ging er als geistlicher Leiter zu den Nonnen von Beaupré. Von 1639 bis 1649 war er Prior von Cambron. Dann wurde er zum Abt von Cambron gewählt, jedoch ein Jahr später zum Abt von Moulins ernannt. Von 1662 bis zu seinem Tod war er wieder Abt in seinem Heimatkloster Cambron. Er veröffentlichte in neulateinischer Sprache gelehrte theologische Werke über Thomas von Aquin und Bernhard von Clairvaux sowie eine umfängliche Geschichte des Klosters Cambron. Mit dem Abt des Benediktinerklosters Sankt Adrian in Geraardsbergen/Grammont führte er einen Briefwechsel. In Mons befinden sich unveröffentlichte Manuskripte aus seiner Feder.

## Werke
- Dominus Thomas Aquinas, Salomoni. Paris, André Cramoisy, 1669.
- Dominus Thomae Aquinatis principatus theologicus ad ritum priscum scriptus. Paris, André Cramoisy, 1670.
- Dominus Bernardus, priscorum patrum ultimus, sanctissimus ac sapientissimus doctor laudatus, et DD. Samuelis et Davidis prophetarum comparatione illustratus. Paris, André Cramoisy, 1672.
- Historiae camberonensis. 2 Bde. Paris, André Cramoisy, 1672–1673.